# Ethiopian Airlines Flight 409
Ethiopian Airlines Flight 409 var en reguljär flygning från Beirut, Libanon till Addis Abeba, Etiopien, som störtade i Medelhavet efter start den 25 januari 2010 klockan 02.30. Ingen av de 90 personer som fanns ombord överlevde.
Utredningen visade att det inte fanns något tekniskt fel på flygplanet utan att olyckan orsakats av piloternas felaktiga styrning som till slut ledde till förlust av situationsmedvetenhet. Piloterna hade dock mycket bra facit och sågs av sina kollegor som mycket kompetenta. Efter avlyssning av ljudregistratorn uppdagades det att piloterna innan avgång diskuterat huruvida de blivit matförgiftade av maten de åt kvällen innan och båda piloterna sa att de inte hade lyckats sova. Vädret i området vid tidpunkten för olyckan, kaptenens arbetsschema, felkalkylerad stabilsatortrim och besättningens ovana med flygplatsen samt deras ineffektiva kommunikation med varandra ansågs vara bidragande orsaker.

## Passagerare och besättning
Frun till Frankrikes ambassadör i Beirut, Marla Pietton, fanns bland passagerarna.
| Land           | Passagerare | Besättning | Totalt |
| -------------- | ----------- | ---------- | ------ |
| Libanon        | 51          | -          | 51     |
| Etiopien       | 23          | 8          | 31     |
| Storbritannien | 2           | -          | 2      |
| Kanada         | 1           | -          | 1      |
| Frankrike      | 1           | -          | 1      |
| Irak           | 1           | -          | 1      |
| Ryssland       | 1           | -          | 1      |
| Syrien         | 1           | -          | 1      |
| Turkiet        | 1           | -          | 1      |
| Totalt         | 82          | 8          | 90     |